# Cats (nhạc kịch)
Cats (tạm dịch: "Tộc mèo") là một vở nhạc kịch thuần hát xuất xứ từ Anh do Andrew Lloyd Webber sáng tác dựa trên tuyển tập thơ Old Possum's Book of Practical Cats của T. S. Eliot. Nội dung của vở nhạc kịch xoay quanh bộ tộc mèo Jellicle trong một đêm quan trọng phải chọn ra một thành viên sẽ được đầu thai chuyển kiếp.
Từ năm 1981, Cats được công diễn ở Luân Đôn suốt 21 năm liền với 8.949 buổi diễn rồi tiếp tục tại Broadway suốt 18 năm với 7.485 buổi diễn. Tháng 5 năm 1989, sau buổi diễn thứ 3.358, Cats vượt qua Jesus Christ Superstar để nắm kỉ lục là vở nhạc kịch được công diễn liên tục lâu đời nhất Luân Đôn.
Cats được coi là một trong những vở nhạc kịch thành công nhất của Andrew Lloyd Webber, đồng thời đã mang về cho đội ngũ sản xuất hai giải Laurence Olivier của Anh và 8 giải Tony của Hoa Kỳ, đặc biệt là cho hạng mục Nhạc kịch hay nhất. Tổng doanh thu toàn cầu đến năm 2012 được ước tính vào khoảng 2,8 tỉ đô la Mỹ, và đã có 50 triệu người ở hơn 27 quốc gia khác nhau xem vở nhạc kịch này. Bài hát "Memory" được viết cho nhân vật Grizabella đã được hơn 150 nghệ sĩ trên thế giới cover lại. Ngoài ra cũng đã được phát sóng 53.000 lần trên radio và truyền hình ở Liên hiệp Anh và hơn 2 triệu lần ở Hoa Kỳ. Tính đến  năm 2020, Cats là vở nhạc kịch được công diễn lâu đời thứ tư ở Broadway và thứ tư ở West End.

## Sản xuất

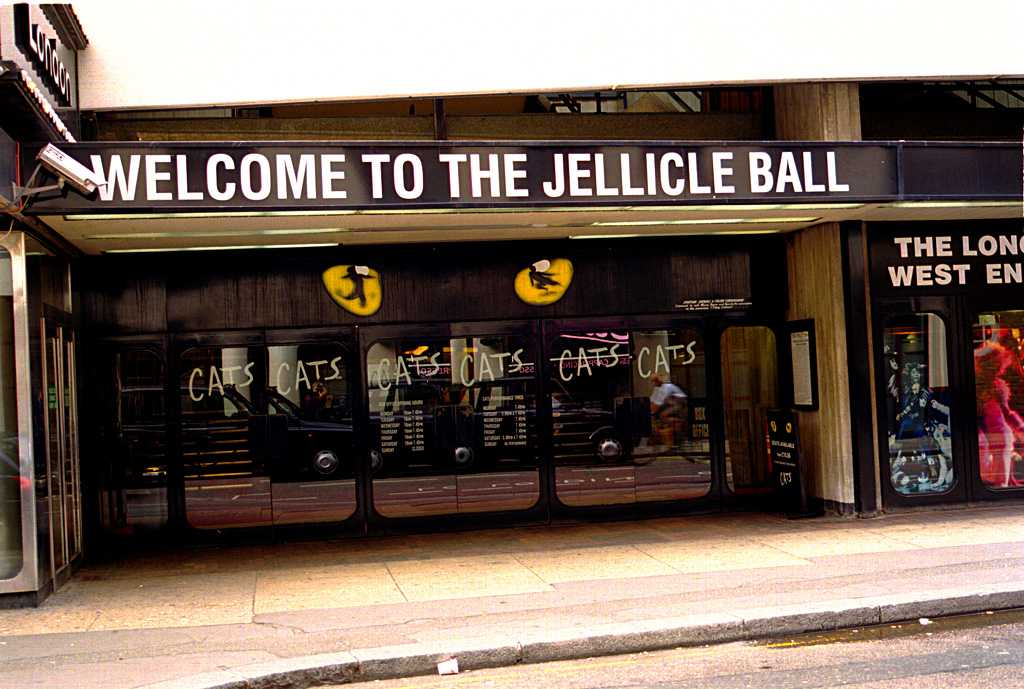
Công diễn ở nhà hát New London Theatre năm 1999.

### West End, Luân Đôn
Bản gốc của Cats được công diễn ở nhà hát New London thuộc hệ thống West End ngày 11 tháng 5 năm 1981, do công ty Really Useful Group của Cameron Mackintosh và Andrew Lloyd Webber sản xuất. Đội ngũ sáng tạo gồm có Trevor Nunn trong vai trò đạo diễn, Gillian Lynne là biên đạo múa, John Napier thiết kế sân khấu và phục trang, David Hersey thiết kế ánh sáng, Abe Jacob thiết kế âm thanh, còn Harry Rabinowitz chỉ đạo âm nhạc. Vở kịch kết thúc ngày 11 tháng 5 năm 2002 (cũng là ngày kỷ niệm 21 năm) với tổng số 8.949 buổi diễn. Buổi diễn cuối cùng được phát sóng trực tiếp thông qua vệ tinh lên một màn hình khổng lồ ở quảng trường Covent Garden dành cho những khán giả muốn coi mà không mua được vé. Tháng 5 năm 1989, sau buổi diễn thứ 3.358, Cats vượt qua Jesus Christ Superstar để nắm kỉ lục là vở nhạc kịch được công diễn liên tục lâu đời nhất Luân Đôn.
Năm 2014, West End cho sản xuất lại Cats ở nhà hát London Palladium do đội ngũ sản xuất gốc đảm nhiệm, ra mắt từ ngày 6 tháng 12 và chính thức công diễn từ ngày 11 tháng 12, với sự góp mặt của Nicole Scherzinger vai Grizabella. Andrew Lloyd Webber đã cải biên lại bài hát "The Rum Tum Tugger" cho đợt sản xuất này. Ban đầu ê kíp định chỉ công diễn 12 tuần nhưng sau đó đã kéo dài thêm đến hết tháng 4 năm 2015 và bán thêm 100.000 vé, Kerry Ellis thế chỗ Scherzinger để diễn vai Grizabella. Tháng 10 năm 2015, Cats quay lại nhà hát London Palladium cho một đợt diễn ngắn hạn cho mùa Giáng sinh từ ngày 23 tháng 10 đến ngày 2 tháng 1 năm 2016, với Beverly Knight thủ diễn vai Grizabella.

### Broadway, New York
Cats ra mắt khán giả Broadway ngày 7 tháng 10 năm 1982 ở nhà hát Winter Garden với doanh thu kỉ lục 6,2 triệu đô la Mỹ từ vé đặt trước. Đa số nhân lực trong đội ngũ sáng tạo vẫn giống như bên West End, trừ Martin Levan trở thành nhà thiết kế âm thanh còn Stanley Lebowsky làm đạo diễn âm nhạc. Phiên bản này được đồng sản xuất với đội ngũ gốc từ West End, phối hợp cùng David Geffen và tổ chức The Shubert Organization. Tại thời điểm đó, Cats là vở nhạc kịch Broadway có chi phí sản xuất cao nhất từ trước đến giờ – lên đến 5,5 triệu đô la Mỹ, và sau đó đã hoàn vốn trong vòng chưa đến 10 tháng.
Ngày 19 tháng 6 năm 1997, Cats vượt qua mốc 6.137 buổi diễn của A Chorus Line để trở thành vở nhạc kịch được công diễn liên tục lâu nhất ở cả hai bên bờ Đại Tây dương cho đến khi đóng cửa vào năm 2000, sau khi đã công diễn suốt 18 năm. Vở nhạc kịch còn được cho là đã ảnh hưởng về mặt kinh tế của thành phố New York với khoảng 3,12 tỉ đô la Mỹ, đồng thời tạo ra nhiều việc làm hơn bất kì tổ chức nào trong lịch sử Broadway. Vào đầu năm 2000 đã có thông báo rằng vở kịch sẽ đóng màn vào tháng 6 nhưng sau đã phải lùi lại do số lượng vé bán ra tăng đột biến. Đợt sản xuất này kết thúc vào ngày 10 tháng 9 năm 2000 với tổng cộng 15 buổi ra mắt và 7.485 buổi diễn chính thức. Nữ diễn viên Marlene Danielle đã thủ diễn trọn đợt diễn Broadway này trong suốt 18 năm. Cats bị Bóng ma trong nhà hát soán ngôi vở nhạc kịch trình diễn lâu đời nhất Broadway vào ngày 9 tháng 1 năm 2006, và hiện nay đang giữ vị trí thứ tư. Ước tính vở nhạc kịch đã thu về 338 triệu đô la Mỹ doanh thu phòng vé.
Nhìn thấy sự thành công của đợt diễn lại ở West End năm 2014, các nhà sản xuất tìm cách mang Cats trở lại sân khấu Broadway vào đầu năm 2015. Kết quả là một đợt công diễn mới bắt đầu từ ngày 31 tháng 7 năm 2016 tại nhà hát Neil Simon, với sự tham gia của Nunn và Napier từ ê kíp sản xuất gốc, Andy Blankenbuehler là biên đạo múa mới. Ban đầu Nicole Scherzinger đã đồng ý sẽ thủ diễn lại vai Grizabella nhưng sau đó đã rút lui. Leona Lewis nhận vai này rồi truyền lại cho Mamie Parris vào tháng 10 năm 2016. Đợt sản xuất này kết thúc vào ngày 30 tháng 12 năm 2017 sau 16 buổi ra mắt và 593 buổi diễn.

### Bắc Mỹ
Tính đến  năm 2020, Cats đã có hơn năm đợt lưu diễn tại Bắc Mỹ. Tour lưu diễn nội địa Hoa Kỳ đầu tiên (còn được gọi là Cats National I) xuất phát từ nhà hát Shubert của thành phố Boston vào tháng 12 năm 1983 và kết thúc vào tháng 11 năm 1987. Dàn diễn viên ban đầu gồm có Laurie Beechman vai Grizabella, Charlotte d'Amboise vai Cassandra, về sau Victoria Clark và Jessica Molaskey nhập đoàn và đảm nhiệm vai Jellylorum/Griddlebone. Đợt sản xuất thứ hai (Cats National II) không đi lưu diễn mà chỉ tổ chức ở nhà hát Shubert ở thành phố Los Angeles từ tháng 1 năm 1985 đến tháng 11 năm 1986, với sự góp mặt của Kim Criswell vai Grizabella và George de la Peña vai Mistoffelees. Tour lưu diễn nội địa Hoa Kỳ thứ ba (Cats National III) trải dài hai năm từ tháng 9 năm 1986 đến tháng 9 năm 1988. Diễn viên nổi bật của tour lưu diễn này gồm có Jonathan Cerullo trong vai Skimbleshanks (năm 1986) và Bill Nolte trong vai Old Deuteronomy (năm 1987).
Đợt lưu diễn thứ tư (Cats National IV) kéo dài 13 năm – bắt đầu từ tháng 3 năm 1987 đến tháng 12 năm 1999, và đã vượt qua tour lưu diễn đợt tháng 11 năm 1997 của Oklahoma! để trở thành tour lưu diễn dài nhất lịch sử sân khấu, chạm mốc buổi biểu diễn thứ 5.000 vào tháng 7 năm 1999. Các diễn viên nổi bật trong đợt này gồm Amelia Marshall vai Sillabub (1988), Jan Horvarth vai Grizabella (1990), Bryan Batt vai Munkustrap (1991–1992), Jennifer Cody vai Rumpleteazer (1992), David Hibbard vai Rum Tum Tugger (1992–1993), Natalie Toro vai Grizabella (1992, 1997), Christopher Gattelli vai Mistoffelees (1993), John Treacy Egan vai Old Deuteronomy (1993–1994), J. Robert Spencer vai Rum Tum Tugger (1995), Bart Shatto vai Bustopher Jones/Gus/Growltiger (1996), Linda Balgord vai Grizabella (1998), Andy Karl vai Rum Tum Tugger (1998), và Lena Hall vai Demeter (1998). Tính đến tháng 6 năm 1997 với hơn 6.138 buổi công diễn, các tour lưu diễn trong nước Mỹ đã thu về hơn khoảng 400 triệu đô la tiền doanh thu.
Sau khi đợt diễn Broadway kết thúc vào năm 2000, công ty Troika Entertainment mua được quyền lưu diễn vở nhạc kịch Cats và tổ chức một buổi diễn thí điểm tại khu phức hợp giải trí Harrah's Atlantic City vào tháng 7 năm 2001. Sau đó đoàn diễn đi tour khắp Bắc Mỹ trong 11 năm, từ tháng 8 năm 2001 đến tháng 6 năm 2012. Dàn diễn viên có Julie Garnyé vai Jennyanydots (2001) và Dee Roscioli vai Grizabella (2002).
Tháng 1 năm 2019, trung tâm trình diễn nghệ thuật Providence ở bang Rhode Island cho sản xuất một tour lưu diễn Bắc Mỹ dựa trên đợt diễn Broadway năm 2016, ban đầu dự định đi lưu diễn đến tháng 6 năm 2020 nhưng đã phải kết thúc sớm vào cuối tháng 4 năm 2020 do dịch COVID-19.
Tour lưu diễn toàn quốc Canada bắt đầu ra mắt ở nhà hát Elgin và Winter Garden ở Toronto vào tháng 3 năm 1985, hai năm sau chuyển đến Montreal rồi đi lưu diễn đến các địa phương khác. Tại thời điểm kết thúc vào tháng 8 năm 1989, đây là sản phẩm sân khấu thành công nhất mọi thời đại của Canada với $78 triệu doanh thu từ gần 2 triệu vé bán ra. Tháng 5 năm 2013, tức 28 năm sau đợt diễn đầu tiên, bắt đầu đợt sản xuất thứ hai quy tụ dàn diễn viên đều là người Canada tại nhà hát Panasonic cũ ở Toronto, kéo dài trong 4 tháng với 128 buổi diễn.
Vở nhạc kịch Cats đến với Mexico lần đầu tiên vào tháng 4 năm 1991, diễn bằng tiếng Tây Ban Nha với hơn 400 buổi và kết thúc vào tháng 11 năm 1992. Dàn diễn viên có María del Sol vai Grizabella, Manuel Landeta vai Munkustrap, Susana Zabaleta vai Jellylorum, Maru Dueñas vai Sillabub cũng như Ariel López Padilla vai Macavity. Tháng 5 năm 2013 đánh dấu đợt sản xuất lại tại nhà hát Teatro San Rafael, đêm mở đầu có sự góp mặt của Filippa Giordano vai Grizabella, Landeta, và Maru Dueñas. Đợt sản xuất này đóng vào tháng 6 năm 2014 sau 350 buổi diễn, rồi đi lưu diễn đến hơn 36 thành phố đến tháng 12 năm 2014. Ngoài Giordano, vai diễn Grizabella còn do những người sau đảm nhiệm: Lisset, Rocío Banquells, Lila Deneken và Myriam Montemayor Cruz. Tháng 10 năm 2018 bắt đầu một đợt sản xuất mới tại nhà hát Coyoacán Centennial, Yuri đóng vai Grizabella còn Landeta vai Old Deuteronomy. Đợt diễn này đã chạm mốc buổi diễn thứ 200 vào tháng 5 năm 2019.

### Vương quốc Liên hiệp Anh và Bắc Ireland
Tháng 5 năm 1989 đánh dấu tour lưu diễn đầu tiên ở Vương quốc Liên hiệp Anh và Bắc Ireland cùng Ireland, khởi hành tại nhà hát Opera House ở huyện Blackpool với sự góp mặt của Marti Webb vai Grizabella, Rosemarie Ford vai Bombalurina cũng như John Partridge vai Alonzo. Sau 6 tháng lưu diễn đã có 450.000 khán giả đến xem, đồng thời trở thành một kỉ lục phòng vé. Vở nhạc kịch được thuyên chuyển sang nhà hát Edinburgh Playhouse trong ba tháng, sau đó đến nhà hát Point ở Dublin rồi đóng cửa vào tháng 5 năm 1990. Tour lưu diễn thứ hai xuất phát tại nhà hát Bristol Hippodrome từ tháng 6 năm 1993. Lần này, Rosemarie Ford thủ vai Grizabella, Robin Cousins là Munkustrap, Simon Rice đóng Mistoffelees còn Tony Monopoly đảm nhiệm vai Old Deuteronomy. Tour diễn kết thúc tại nhà hát Opera Manchester vào tháng 12 năm 1995.
Sau khi đợt công diễn gốc ở West End kết thúc, một tour lưu diễn toàn quốc đã diễn ra từ năm 2003 đến năm 2008, trong đó nhân vật Grizabella là do Chrissie Hammond thủ vai rồi chuyển giao lại cho Dianne Pilkington vào năm 2006. Sau này, Hammond vào lại vai diễn này từ 2007 đến 2008.
Năm 2013 chứng kiến một đợt lưu diễn khác xuất phát từ nhà hát Edinburgh Playhouse, vai Grizabella do Joanna Ampil thủ diễn, rồi Susan McFadden đảm nhiệm vai diễn này trong đợt diễn ba tuần tại Dublin. Đợt diễn này kéo dài suốt năm 2014 trước khi dừng chân tại West End để công diễn một số lượng buổi nhất định. Trong khoảng thời gian này, Cats có trở lại nhà hát Opera House ở Blackpool vào năm 2015, lần này vai Grizabella do Jane McDonald thủ diễn.
Sau khi đợt diễn lại năm 2014 của West End thành công, một tour lưu diễn với sự tham gia của Anita Louise Combe (vai Grizabella) và Marquelle Ward (vai Rum Tum Tugger) được tổ chức và đã kết thúc trong cùng một năm 2016.

### Nhật Bản

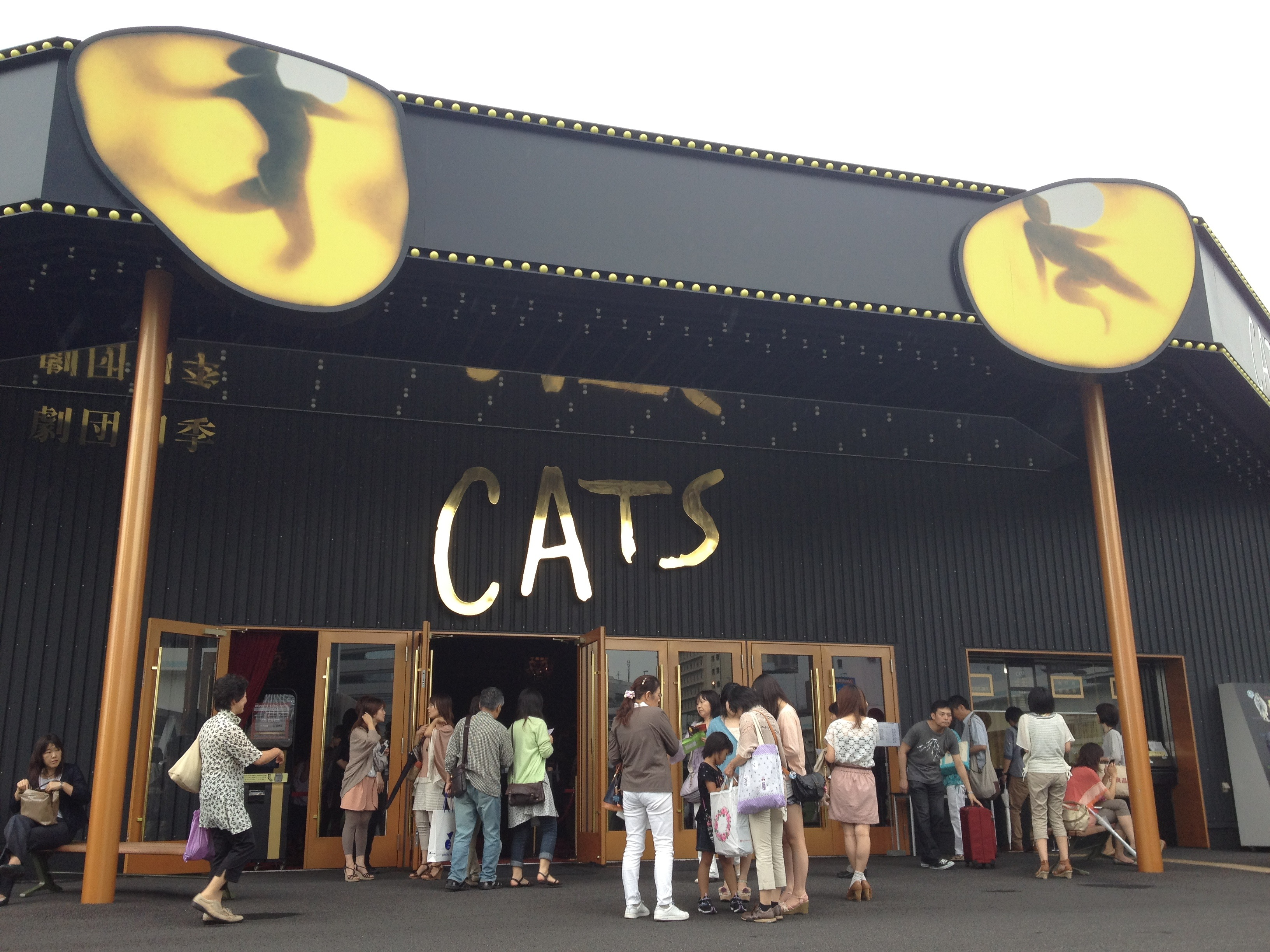
Nhà hát CATS ở quận Shinagawa, thành phố Tokyo.

Bản chuyển thể tiếng Nhật của Cats được sản xuất bởi công ty kịch nghệ Shiki, ra mắt ở quận Shinjuku ở Tokyo năm 1983. Công ty này đã bỏ ra một vốn đầu tư khoảng 800 triệu yên để mang vở nhạc kịch về Nhật Bản, trong đó có 300 triệu yên là để xây dựng một nhà hát thiết kế riêng. Đây là một rủi ro tài chính lớn cho công ty Shiki vì thời bấy giờ ở Nhật, một vở nhạc kịch thường chỉ công diễn 3 tháng, ít khi nào diễn từ năm này qua năm khác, nhưng Cats cần phải công diễn trường kỳ thì mới sinh lời. Đợt diễn này có 24 buổi diễn tại 9 thành phố kéo dài suốt 35 năm. Theo miêu tả của báo chí địa phương, sự thành công của đợt sản xuất này đã giúp hình thành một "sự bùng nổ nhạc kịch" vào những năm 80, mở lối cho các vở nhạc kịch khác thâm nhập vào thị trường Nhật Bản.
Năm 1998, phiên bản Nhật hóa này được cải biên lớn về các mặt vũ đạo, thiết kế sân khấu và phục trang. Kết quả là hiện giờ tộc mèo Jellicles có 27 nhân vật, Jemina và Sillabub được tách ra làm hai nhân vật riêng biệt, đồng thời xuất hiện một nhân vật hoàn toàn mới tên Gilbert.
Tính đến  năm 2019, Cats được công diễn ở một nhà hát ở Tokyo được xây riêng chỉ dành cho vở kịch này. Ước tính vở nhạc kịch đã được xem bởi hơn 10 triệu khán giả Nhật Bản và có hơn 10.000 buổi diễn.
Vở nhạc kịch cũng quy tụ nhiều diễn viên nổi bật của Nhật Bản, như Shintarō Sonooka trong vai Munkustrap (1983), Kanji Ishimaru vai Skimbleshanks (1992), Masachika Ichimura cùng Mayo Kawasaki. Yoshiko Hattori vai Jennyanydots là diễn viên tham gia lâu nhất, từ khi bắt đầu công diễn năm 1983 đến 20 năm sau với tổng số 4.251 buổi.

### Viên, Áo

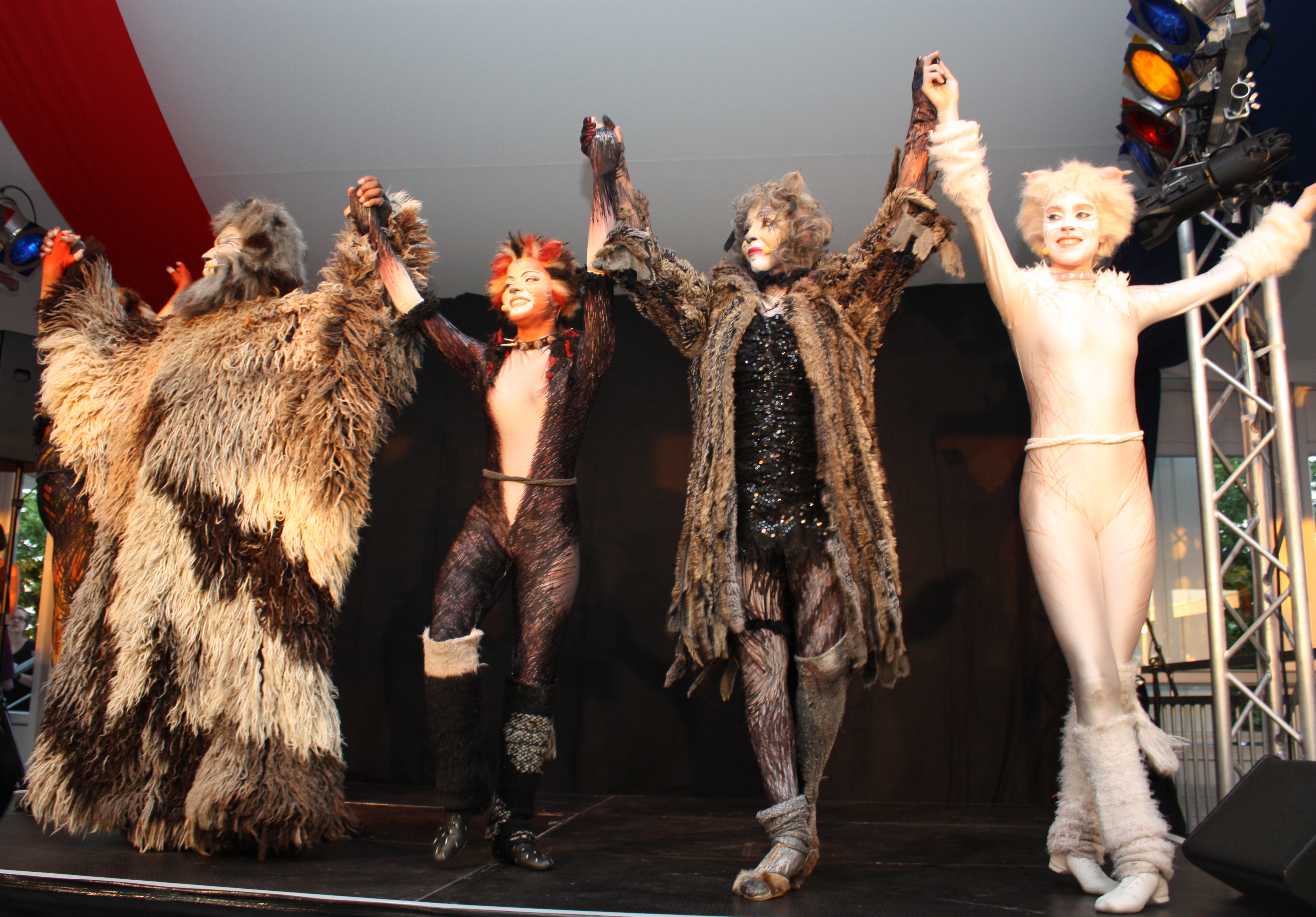
Diễn tại một sự kiện ở Đức năm 2011.

Dưới sự dẫn dắt của đạo diễn Peter Weck, bản chuyển thể tiếng Đức đầu tiên lên sân khấu Theater an der Wien vào tháng 9 năm 1983. 5 năm sau, vở kịch được thuyên chuyển qua nhà hát Ronacher vừa mới được tu sửa lại và diễn ở đây thêm 2 năm nữa trước khi kết thúc vào tháng 9 năm 1990, đánh dấu 7 năm công diễn. Phiên bản này của Viên có tổng cộng 2.040 buổi diễn với hơn 2,3 triệu khán giả đến xem. Vở nhạc kịch có sự góp mặt của Ute Lemper vai Bombalurina, Steve Barton vai Munkustrap, Robert Montano vai Pouncival và Pia Douwes thủ diễn nhiều vai khác nhau từ năm 1987 đến 1989 – trong đó có vai Grizabella. Năm 1987, đợt diễn này cũng xuất hiện một số buổi nhất định ở nhà hát opera Komische Oper Berlin ở Đông Đức cũng như tại nhà hát Operretta Moscow ở Liên Xô vào năm 1988.
Từ tháng 9 năm 2019, công ty Vereinigte Bühne Wien cho sản xuất lại vở nhạc kịch Cats tại nhà hát Ronacher.

### Đức
Nhìn thấy sự thành công từ phiên bản của Viên, công ty Stella Entertainment cho sản xuất phiên bản nội địa Đức ở nhà hát Operettenhaus mới được tu sửa lại ở thành phố Hamburg, bắt đầu ra mắt từ tháng 4 năm 1986. Đợt diễn này đóng màn vào tháng 1 năm 2001 sau 15 năm, với tổng cộng hơn 6.100 buổi diễn trước 6,2 triệu khán giả. Cats là sản phẩm sân khấu đầu tiên của nước Đức được sản xuất mà không cần đến ngân sách công, đồng thời còn là vở nhạc kịch đầu tiên công diễn nhiều năm liền. Vở nhạc kịch còn thúc đẩy phát triển du lịch của thành phố Hamburg. Ước tính khách du lịch đã chi ra 200 triệu mác (tương đương 265 tỉ đồng) cho tiền vé, còn số khách du lịch trọ qua đêm tăng lên 1 triệu người trong vòng 5 năm. Thành công của Viên và Hamburg đã châm ngòi cho một "cơn sốt nhạc kịch" ở khu vực các nước nói tiếng Đức, làm tiền đề cho một loạt các vở nhạc kịch được phát hành ở Đức và ở Thụy Sĩ.
Sau Hamburg, Cats được thuyên chuyển xuống thành phố Stuttgart và diễn ở đó đến năm 2002. Sau đó được chuyển giao cho công ty Stage Entertainment. Kết quả là vở kịch được chuyển lên Berlin diễn trong những năm 2002–2004, rồi Düsseldorf (2004–2005) trước khi đi lưu diễn đến năm 2006. Một đợt lưu diễn Cats do công ty Mehr Entertainment tổ chức diễn ra từ tháng 12 năm 2010 đến tháng 6 năm 2013, có đi qua các thành phố của Luxembourg, Thụy Sĩ và Áo.

## Nội dung

### Màn I[gc 1]
Tộc mèo Jellicle tự giới thiệu về mình và mục đích của bộ tộc ("Jellicle Songs for Jellicle Cats"), rồi giải thích cho các khán thính giả lí do tại sao loài mèo lại có nhiều tên ("The Naming of Cats"). Sau khi cô mèo Victoria mở đầu Vũ hội Jellicle bằng một màn múa ba lê ("The Invitation to the Jellicle Ball"), người dẫn chuyện Munkustrap thông báo rằng tộc trưởng Old Deuteronomy cũng sẽ đến tham dự để chọn ra một mèo sẽ được đầu thai chuyển kiếp. Munkustrap giới thiệu ứng cử viên đầu tiên – cô mèo béo Jennyanydots. Tuy thích nằm chây ì cả ngày nhưng khi đêm đến, cô lại hoạt động năng nổ, dạy lũ chuột nhắt và lũ gián các cách để bỏ các thói hư tật xấu ("The Old Gumbie Cat"). Liền ngay sau đó, Rum Tum Tugger xuất hiện và tự giới thiệu mình là một chú mèo tính khí tò mò, cả thèm chóng chán ("The Rum Tum Tugger"). Một cô mèo xám ăn mặc rách rưới bước ra tỏ ý muốn nhập hội, nhưng lũ mèo ngoảnh mặt đi và kể lại quá khứ huy hoàng của cô bằng giọng điệu mỉa mai ("Grizabella: The Glamour Cat"). Tiếp theo là Bustopher Jones – một chú mèo hộ pháp, thuộc giới thượng lưu và được mọi người kính nể ("Bustopher Jones: The Cat About Town"). Một tiếng nổ lớn gây chấn động khiến lũ mèo bỏ chạy, thấy thế bộ đôi Mungojerrie và Rumpleteazer nổi tiếng quậy phá liền xuất hiện trên sân khấu ("Mungojerrie and Rumpleteazer").
Cuối cùng thì trưởng tộc Old Deuteronomy cũng tới – một cụ mèo lớn tuổi thông thái ("Old Deuteronomy"). Bầy mèo diễn một vở kịch cho trưởng tộc xem, kể về 2 cẩu tộc xung đột nhau rồi bị mèo Rumpus vĩ đại gầm gừ đuổi đi ("The Battle of Pekes and the Pollicles"). Sau khi buổi lễ chính thức bắt đầu dưới ánh trăng tròn ("The Jellicle Ball"), Grizabella lại xuất hiện, cố hòa mình nhưng chỉ nhận được sự dè chừng của tộc mèo ("Grizabella: The Glamour Cat (Reprise)"; "Memory (Prelude)").

### Màn II[gc 2]
Thương cảm cho Grizabella, Old Deuteronomy tự hỏi "Hạnh phúc là gì?". Thấy bầy mèo không bắt được hàm ý của mình, Old Deuteronomy nhờ Jemina cắt nghĩa đơn giản hơn: nếu tìm được ý nghĩa của hạnh phúc từ hồi ức thì cuộc sống mới sẽ bắt đầu ("The Moments of Happiness"). Cụ mèo Gus lên sân khấu. Từng là một diễn viên nổi tiếng, giờ cụ đã già và mắc chứng palsy, khiến tay chân cụ lúc nào cũng run lẩy bẩy ("Gus: The Theatre Cat"). Gus hồi tưởng lại lúc cụ từng đóng vai thuyền trưởng hải tặc khét tiếng Growltiger ("Growltiger's Last Stand"). Sau đó, Skimbleshanks, chú mèo chuyên làm việc trên chuyến tàu đêm đến miền Bắc nước Anh, kể tộc mèo nghe về công việc của mình ("Skimbleshanks: The Railway Cat").
Demeter và Bombalurina giới thiệu về Macavity – một tên mèo tội phạm cực kỳ mưu mô xảo quyệt ("Macavity: The Mystery Cat"). Macavity xuất hiện và bắt cóc Old Deuteronomy, sau đó quay lại dưới lốt Old Deuteronomy nhưng bị Demeter vạch trần rồi ẩu đả với Munkustrap và Alonzo. Nhưng các mèo khác cũng tập hợp lại nhằm hội đồng Macavity nên y chạy trốn. Rum Tum Tugger gọi ảo thuật gia Mr. Mistoffelees đến ("Magical Mr. Mistoffelees") và mang Old Deuteronomy trở lại. Jemina thông báo với cả tộc rằng màn đêm sắp qua đi ("Daylight") nên bộ tộc phải nhanh chóng ra quyết định. Đúng lúc này thì Grizabella quay lại, bộc bạch sự hồi tưởng về quá khứ huy hoàng và niềm hy vọng vào tương lai ("Memory"). Bầy mèo chấp nhận Grizabella. Old Deuteronomy hộ tống cô lên thiên đường (Heaviside Layer) ("The Journey to the Heaviside Layer") rồi quay lại kết thúc vở nhạc kịch bằng bài hát "The Ad-dressing of Cats".

## Âm nhạc

### Bài nhạc
| Màn I - "Overture" – Orchestra - "Prologue: Jellicle Songs for Jellicle Cats" – Dàn diễn viên - "The Naming of Cats" – Dàn diễn viên - "The Invitation to the Jellicle Ball" – Victoria, Quaxo, Munkustrap, dàn diễn viên - "The Old Gumbie Cat" – Jennyanydots, Munkustrap, Bombalurina, Jellylorum, Demeter, dàn diễn viên - "The Rum Tum Tugger" – Rum Tum Tugger, Quaxo, Bombalurina và dàn diễn viên - "Grizabella: The Glamour Cat" – Grizabella, Demeter, Bombalurina, và dàn diễn viên - "Bustopher Jones: The Cat About Town" – Bustopher, Jennyanydots, Bombalurina, Jellylorum, dàn diễn viên - "Mungojerrie and Rumpleteazer" – Mungojerrie, Rumpleteazer, dàn diễn viên - "Old Deuteronomy" – Munkustrap, Rum Tum Tugger, Old Deuteronomy, dàn diễn viên - "The Awefull Battle of the Pekes and the Pollicles"– Munkustrap, Rumpus Cat và dàn diễn viên - "The Jellicle Ball" – Dàn diễn viên - "Grizabella: The Glamour Cat" (reprise) – Jellylorum và Jemima - "Memory (Prelude)" – Grizabella | Màn II - "The Moments of Happiness" – Old Deuteronomy, Jemima, dàn diễn viên - "Gus: The Theatre Cat" – Asparagus, Jellylorum - "Growltiger's Last Stand" (including "The Ballad of Billy M'Caw")– Growltiger, Griddlebone, Genghis, The Crew, dàn diễn viên - "Skimbleshanks: The Railway Cat" – Skimbleshanks và dàn diễn viên - "Macavity: The Mystery Cat" – Demeter, Bombalurina, Girls - "Mr. Mistoffelees" – Mr. Mistoffelees, Rum Tum Tugger, và dàn diễn viên - "Memory" – Grizabella, Jemima - "The Journey to the Heaviside Layer" – Dàn diễn viên - "The Ad-Dressing of Cats" – Old Deuteronomy và dàn diễn viên |

Ghi chú

1. ↑  Tiếng Anh là company, họ không hát chính trong bài hát nhưng tham gia hát bè và hòa âm.
2. ↑  Thế chỗ bài "Growltiger's Last Stand" từ năm 2016 ở các đợt công diễn ở Liên hiệp Anh và Hoa Kỳ
3. ↑  Còn có tên khác là "Song of the Jellicles and the Jellicle Ball".
4. ↑  Được lược bỏ từ năm 2016 ở các đợt công diễn ở Liên hiệp Anh và Hoa Kỳ

### Nhạc cụ
Dựa trên bản hòa âm viết cho 16 nhạc cụ.
| - Woodwind I: Sáo Flute, saxophone tenor, saxophone soprano - Woodwind II: Clarinet B♭, saxophone baritone, sáo Flute - Woodwind III: Ô-boa, kèn cor anglais - Horn I - Horn II - Trumpet I: Trumpet B♭, trumpet piccolo - Trumpet II: Trumpet B♭, flugelhorn - Trombone | - Keyboard I (acoustic hoặc điện tử) - Keyboard II - Keyboard III - Bộ gõ (percussion) - Cello - Guitar: điện tử và acoustic - Bass điện tử upright - Trống |  |

## Nhân vật
Cats là một vở nhạc kịch không phân các tuyến vai chính và vai phụ.
| Nhân vật         | Mô tả |
| ---------------- | --- |
| Admetus/Plato    | Một chú mèo đang lớn nhị thể màu trắng và cam, tính tình hiền lành. Bạn nhảy cặp với Victoria trong màn vũ hội Jellicle. Thường do diễn viên đóng vai Macavity thủ diễn.                                                                                       |
| Asparagus (Gus)  | Cụ mèo kịch nghệ. Thời trai trẻ cụ từng là diễn viên nổi tiếng. |
| Bombalurina      | Một cô mèo màu hung tự tin và flirty. Bạn thân của Demeter và ghét cay ghét đắng Macavity. |
| Bustopher Jones  | Một chú mèo hộ pháp thuộc giới thượng lưu. Được cả tộc kính nể, có nhiều thú vui giải trí, thường hay đi các câu lạc bộ quý ông và ăn uống thịnh soạn. Đa phần sẽ do diễn viên đóng vai Gus thủ diễn.                                                          |
| Cassandra        | Một cô mèo Xiêm kiêu kì. |
| Demeter          | Một cô mèo láu cá và rắc rối. Bạn thân của Bombalurina và cả hai cùng ghét cay ghét đắng Macavity. |
| Grizabella       | Thời xưa là cô mèo "kiêu sa đài các", sau bị tộc Jellicles tẩy chay. Giờ đã mất đi tất cả ánh hào quang, chỉ mong được bộ tộc chấp nhận. |
| Growltiger       | Nhân vật sân khấu mà Gus từng thủ diễn thời trai trẻ. Tùy đợt diễn mà nhân vật này là tên cướp biển hung ác hoặc trở nên khôi hài hơn. Do chính diễn viên đóng vai Gus thủ diễn.                                                                               |
| Jellylorum       | Cô mèo bảo mẫu, săn sóc các mèo con và chăm nom Gus. |
| Jemina/Sillabub  | Cô mèo nhỏ tuổi nhất, mơ mộng và tính tình vui vẻ. Cô đồng cảm với hoàn cảnh của Grizabella. |
| Jennyanydots     | Còn được gọi là mèo già Gumbie. Cô thích nằm chây ì cả ngày nhưng lại hoạt động năng nổ khi đêm đến. Cô bắt lũ chuột nhắt và lũ gián phải lao động chân tay và bày ra các hoạt động khác nhau để bỏ các thói hư tật xấu.                                       |
| Macavity         | Còn được gọi là gã mèo bí ẩn. Một tên tội phạm khét tiếng với biệt hiệu "Napoleon của giới tội phạm". |
| Mr. Mistoffelees | Một chú mèo nhị thể đen trắng đang học cách kiểm soát phép thuật của mình. Trong tiết mục của mình, nhân vật này phải thể hiện màn múa với 24 vòng xoay liên tục. Trước đó, nhân vật này tham gia nhảy phụ họa trong suốt vở nhạc kịch dưới cái tên mèo Quaxo. |
| Mungojerrie      | Một tên gây rối tinh quái. Là một nửa của bộ đôi trộm cắp vặt khét tiếng, nửa kia là Rumpleteazer. |
| Munkustrap       | Một chú mèo mướp xám. Người dẫn chuyện, người bảo hộ của tộc Jellicle, đồng thời là phó thủ lĩnh dưới trướng Old Deuteronomy. |
| Old Deuteronomy  | Trưởng tộc thông thái và giàu lòng nhân từ của tộc Jellicle. Được cả tộc hết mực yêu mến và kính trọng. |
| Rumpleteazer     | Một ả gây rối tinh quái. Là một nửa của bộ đôi trộm cắp vặt khét tiếng, nửa kia là Mungojerrie. |
| Rumpus           | Một chú mèo lông nhọn với đôi mắt đỏ. Được coi là anh hùng trong vở kịch "The Aweful Battle of the Pekes and the Pollicles". |
| Rum Tum Tugger   | Một chú mèo tính tình khó chiều, hào nhoáng, thích làm tâm điểm của sự chú ý. |
| Skimbleshanks    | Còn được gọi là chú mèo hỏa xa. Một chú mèo mướp màu hung, tính cách vui tươi. Chú là giám hộ viên không chính thức trên các chuyến xe lửa bưu chính và sự hiện diện của chú là không thể thiếu được.                                                          |
| Victoria         | Một cô mèo trắng bẽn lẽn và duyên dáng. Buổi vũ hội Jellicle mở màn bằng một màn múa ba lê của cô. Là nhân vật đầu tiên chạm vào Grizabella. |

## Diễn viên
| Nhân vật                 | Luân Đôn 1981 (đầu tiên) | Broadway 1982 (đầu tiên) | Bản ghi hình 1998      | Luân Đôn 2014            | Luân Đôn 2015        | Broadway 2016           | Phim điện ảnh 2019  |
| ------------------------ | ------------------------ | ------------------------ | ---------------------- | ------------------------ | -------------------- | ----------------------- | ------------------- |
| Admetus/Plato            | Steven Wayne             | Kenneth Ard              | Bryn Walters           | Cameron Ball             | Javier Cid           | Daniel Gaymon           | Eric Underwood      |
| Alonzo                   | Roland Alexander         | Héctor Jaime Mercado     | Jason Gardiner         | Adam Lake                | Jack Butterworth     | Ahmad Simmons           | Bluey Robinson      |
| Asparagus (Gus)          | Stephen Tate             | Stephen Hanan            | John Mills             | Paul F. Monaghan         | Paul F. Monaghan     | Christopher Gurr        | Ian McKellen        |
| Bill Bailey/Tumblebrutus | Peter Barry              | Robert Hoshour           | Fergus Logan           | Adam Salter              | Jon-Scott Clark      | Kolton Krouse           | —                   |
| Bombalurina              | Geraldine Gardner        | Donna King               | Rosemarie Ford         | Charlene Ford            | Emma Lee Clark       | Christine Cornish Smith | Taylor Swift        |
| Bustopher Jones          | Brian Blessed            | Stephen Hanan            | James Barron           | Paul F. Monaghan         | Paul F. Monaghan     | Christopher Gurr        | James Corden        |
| Carbucketty              | Luke Baxter              | Steven Gelfer            | —                      | Joel Morris              | Luke Cinque-White    | Giuseppe Bausilio       | —                   |
| Cassandra                | Seeta Indrani            | René Ceballos            | Rebecca Parker         | Cassie Clare             | Danielle Cato        | Emily Pynenburg         | Mette Towley        |
| Coricopat                | Donald Waugh             | René Clemente            | Tommy Sliiden          | Benjamin Mundy           | James Titchener      | Corey John Snide        | Jaih Betote         |
| Demeter                  | Sharon Lee-Hill          | Wendy Edmead             | Aeva May               | Zizi Strallen            | Anna Woodside        | Kim Fauré               | Daniela Norman      |
| Electra                  | Anita Pashley            | —                        | Leah Sue Morland       | —                        | —                    | Lili Froehlich          | Ida Saki            |
| Etcetera                 | Julie Edmett             | Christine Langner        | Jo Bingham             | —                        | —                    | —                       | —                   |
| George/Pouncival         | John Chester             | Herman W. Sebek          | Karl Morgan            | Stevie Hutchinson        | Jordan Shaw          | Sharrod Williams        | —                   |
| Griddlebone              | Susan Jane Tanner        | Bonnie Simmons           | —                      | Clare Rickard            | Clare Rickard        | —                       | Melissa Madden Gray |
| Grizabella               | Elaine Paige             | Betty Buckley            | Elaine Paige           | Nicole Scherzinger       | Beverley Knight      | Leona Lewis             | Jennifer Hudson     |
| Growltiger               | Stephen Tate             | Stephen Hanan            | —                      | Paul F. Monaghan         | Paul F. Monaghan     | —                       | Ray Winstone        |
| Jellylorum               | Susan Jane Tanner        | Bonnie Simmons           | Susan Jane Tanner      | Clare Rickard            | Clare Rickard        | Sara Jean Ford          | Freya Rowley        |
| Jemima/Sillabub          | Sarah Brightman          | Whitney Kershaw          | Veerle Casteleyn       | Natasha Mould            | Tarryn Gee           | Arianna Rosario         | Jonadette Carpio    |
| Jennyanydots             | Myra Sands               | Anna McNeeley            | Suzie McKenna          | Laurie Scarth            | Jane Quinn           | Eloise Kropp            | Rebel Wilson        |
| Macavity                 | John Thornton            | Kenneth Ard              | Bryn Walters           | Cameron Ball             | Javier Cid           | Daniel Gaymon           | Idris Elba          |
| Mistoffelees             | Wayne Sleep              | Timothy Scott            | Jacob Brent            | Joseph Poulton           | Mark John Richardson | Ricky Ubeda             | Laurie Davidson     |
| Mungojerrie              | John Thornton            | René Clemente            | Drew Varley            | Benjamin Yates           | Harry Francis        | Jess LeProtto           | Danny Collins       |
| Munkustrap               | Jeff Shankley            | Harry Groener            | Michael Gruber         | Callum Train             | Matt Krzan           | Andy Huntington Jones   | Robert Fairchild    |
| Old Deuteronomy          | Brian Blessed            | Ken Page                 | Ken Page               | Nicholas Pound           | Adam Linstead        | Quentin Earl Darrington | Judi Dench          |
| Rum Tum Tugger           | Paul Nicholas            | Terrence Mann            | John Partridge         | Antoine Murray-Straughan | Marcquelle Ward      | Tyler Hanes             | Jason Derulo        |
| Rumpleteazer             | Bonnie Langford          | Christine Langner        | Jo Gibb                | Dawn Williams            | Georgie Leatherland  | Shonica Gooden          | Naoimh Morgan       |
| Rumpus vĩ đại            | Roland Alexander         | Kenneth Ard              | Frank Thompson         | Adam Lake                | Jack Butterworth     | Christopher Gurr        | —                   |
| Skimbleshanks            | Kenn Wells               | Reed Jones               | Geoffrey Garratt       | Ross Finnie              | Evan James           | Jeremy Davis            | Steven McRae        |
| Tantomile                | Femi Taylor              | Janet Hubert-Whitten     | Kaye Brown             | Kathryn Barnes           | Gabrielle Cocca      | Emily Tate              | Zizi Strallen       |
| Victoria                 | Finola Hughes            | Cynthia Onrubia          | Phyllida Crowley Smith | Hannah Kenna Thomas      | Hannah Kenna Thomas  | Georgina Pazcoguin      | Francesca Hayward   |

## Đón nhận

### Phòng vé
Trong hai năm 1985–1986, Cats là vở nhạc kịch có doanh thu cao nhất Broadway với gần 24 triệu đô la Mỹ mỗi năm. Khi chấm dứt đợt diễn dài 18 năm vào năm 2000, công ty chủ quản đã thu về 388 triệu đô la Mỹ tiền doanh thu. Trên quy mô toàn cầu, tổng doanh thu của Cats tính đến năm 1994 lên đến 2 tỉ đô la Mỹ khiến đây trở thành vở nhạc kịch có doanh thu cao nhất thế giới. Vào năm 2012, báo The Economist ước tính tổng doanh thu toàn cầu là 2,8 tỉ đô la Mỹ.

### Đánh giá chuyên môn

#### Luân Đôn
Các đánh giá dành cho bản gốc của Luân Đôn đa phần là tích cực, khi các nhà phê bình đều tán dương Cats là một bước ngoặt của nền nhạc kịch Anh quốc. Tác gia Michael Billington từ thời báo The Guardian ca ngợi vở nhạc kịch "đã xóa tan tin đồn rằng nhạc kịch chuyển thể từ tác phẩm văn học thường khiến nguyên tác mất chất", "được dựa trên một nền tảng [cốt truyện] vững chắc" và "các bài thơ đã được chuyển thể một cách khéo léo". Đồng thời cũng bày tỏ rằng ông "ấn tượng" với tổng quan dựng sân khấu của Napier, khâu biên đạo múa "có những đoạn xuất sắc", và "vở kịch tràn ngập vũ đạo nhưng không làm cho ngôn từ hay sự phân hóa tính cách nhân vật bị lu mờ". Cây bút Derek Jewell của The Sunday Times và Peter Hepple của The Stage đều lần lượt khen Cats là "một trong những vở nhạc kịch sôi nổi và cách tân nhất từng được tạo dựng" hay "với Cats, nhạc kịch Anh quốc đã có một bước tiến vượt bậc".
Cũng có những bình luận ít tích cực hơn, đơn cử là Irving Wardle của báo The Times cho rằng ông thích phần nhạc của Lloyd Webber nhưng phần nhìn có phần thái quá. Còn Robert Crushman kết luận bài phê bình của ông trên báo The Observer rằng Cats "vẫn có khuyết điểm nhưng đáng xem".
Phiên bản làm lại của năm 2014 và 2015 cũng nhận được những phản hồi tích cực với số điểm trung bình 4/5 sao từ các nhà phê bình. Vở kịch được nhận định chung là "khiến cho khán giả cảm thấy thích thú" và "có bầu không khí sôi động", dù Mark Shenton cũng nêu lên rằng cách tổ chức sân khấu của phiên bản mới này không làm cho khán giả hòa mình vào khung cảnh của vở kịch như phiên bản gốc.

#### Broadway
Phiên bản này nhận được những ý kiến đa chiều hơn. Frank Rich của The New York Times khen rằng Cats thành công trong việc "phân tách tính cách các nhân vật khác nhau bằng các cử chỉ, điệu bộ riêng" và đã "đưa khán giả đến một thế giới kì ảo chỉ có thể tồn tại trong nhà hát". Tuy nhiên, ông cũng cho rằng vở kịch đã "thất bại trong việc kể một câu chuyện thật sự" còn "các động tác vũ đạo được biểu diễn trên một nền nhạc jazz và ba lê rập khuôn". Nhà phê bình Clive Barnes cho rằng mấu chốt của Cats "nằm ở sự toàn tâm toàn ý. Nó là một sự tự khẳng định mình của nghệ thuật nhạc kịch, khiến người ta không thể nhắm mắt làm ngơ, khiến người ta tranh cãi và khiến người ta không thể quên được."
Đánh giá đợt diễn lại năm 2016, biên tập viên Charles Isherwood nhận xét Cats sở hữu "dàn diễn viên xuất sắc", đồng thời khẳng định "đây chính là vở nhạc kịch mà bạn đã phải lòng khi xưa khi trở thành tín đồ nhạc kịch".

## Giải thưởng
Cats đã nhận được nhiều giải thưởng và đề cử lẫn trong và ngoài nước. Bản gốc của Luân Đôn được đề cử cho 6 hạng mục tại lễ trao giải Laurence Olivier vào năm 1981 và thu về hai chiến thắng, trong đó phải kể đến hạng mục Nhạc kịch mới hay nhất. Hai năm sau, phiên bản của Broadway thắng 7 giải Tony (bao gồm các hạng mục Nhạc kịch hay nhất và Âm nhạc xuất sắc nhất) trong tổng số 11 đề cử nhận được. Album phòng thu của cả Luân Đôn lẫn Broadway đều nhận được đề cử Grammy cho Album nhạc kịch xuất sắc nhất. Năm 2015, đợt sản xuất lại của Luân Đôn cũng nhận được 2 đề cử Olivier, trong đó có hạng mục Nhạc kịch làm lại hay nhất.

## Chuyển thể
Phim Cats (1998) là một bản ghi hình của đạo diễn David Mallet, quay trực tiếp trên sân khấu Adelphi Theatre ở Luân Đôn năm 1997. Đầu tiên các bài hát được thu âm trước, rồi vở nhạc kịch được diễn trên sân khấu với 16 camera để lấy được nhiều góc quay. Bản ghi hình này được phát hành dưới dạng băng VHS, DVD, Blu-ray cũng như được phát sóng trên các kênh truyền hình BBC của Anh, PBS và Ovation TV của Hoa Kỳ.
Năm 2019, bản chuyển thể thành phim điện ảnh Cats do Tom Hooper đạo diễn đã ra mắt khán giả ngày 20 tháng 12 năm 2019. Phim do các công ty Working Title Films, Amblin Entertainment, Perfect World Pictures, Monumental Pictures và The Really Useful Group đồng hợp tác sản xuất, Universal Pictures chịu trách nhiệm phân phối. Phim có sự góp mặt của các diễn viên Judi Dench vai Old Deuteronomy, Jennifer Hudson vai Grizabella, Francesa Hayward vai Victoria.